# Houffalize
Houffalize (valonă Oufalijhe) este un oraș francofon din regiunea Valonia din Belgia. Orașul se află la 2 km de frontiera cu Luxemburg. Comuna Houffalize este formată din localitățile Houffalize, Mabompré, Bonnerue, Engreux, Vellereux, Mont, Dinez, Fontenaille, Sommerain, Taverneux, Wilogne, Nadrin, Filly, Ollomont, Tailles, Chabrehez, Pisserotte, Tavigny, Boeur, Buret, Cetturu, Vissoule, Wandebourcy, Wibrin, Achouffe și Mormont. Suprafața sa totală este de 166,58 km². La 1 ianuarie 2008 comuna avea o populație totală de 4.819 locuitori. 

## Localități înfrățite
- Belgia: Schaerbeek.